# Гавриил Дорофеевич
Гавриил Дорофеевич (ок. 1570 — после 1624) — учёный, учитель и переводчик. В 1590 году присоединился к Львовскому Успенскому братству. В 1594 году для совершенствования знания греческого языка поступил в Острожскую академию, где с перерывами учился до 1596 года, в то же время преподавал греческий язык во Львовской братской школе. После приобретения Киево-Печерской лаврой типографии Гедеона (Балабана) не позднее 1616 года переехал в Киев, где работал учителем греческого языка и переводчиком в лаврской школе. Перевёл с греческого сочинения Иоанна Златоуста — «Книгу о священстве», которая была издана Львовским братством в 1614 году и «Беседу на деяния святых апостолов», напечатанную лаврской типографией в 1624 году. Во львовском издании 1614 года помещены также оригинальные стихи Гавриила Дорофеевича.
Принадлежал к Киево-Печерскому научно-литературному кружку (в начале XVII века в Киево-Печерском монастыре архимандрит Елисей Плетенецкий объединил поэтов, переводчиков, издателей, теологов (Иов Борецкий, Захария (Копыстенский), Александр Митура и др.), которые пытались поднять роль и значение Киева в культурной жизни Украины).

## Сочинения
- [Вірші]. В кн.: Українська поезія. Кінець XVI — початок XVIII ст. К., 1978.